# Ryszard Kniat
Ryszard Czesław Kniat (ur. 1 kwietnia 1955 w Poznaniu) – polski wokalista rockowy i klawiszowiec, kompozytor, aranżer i producent muzyczny. Założyciel i lider popularnego w latach 80. zespołu Klincz. 

## Życiorys
Po ukończeniu Poznańskiej Szkoły Chóralnej Jerzego Kurczewskiego w czasach studenckich grał w różnych zespołach. Przez pięć lat był członkiem Orkiestry Zbigniewa Górnego. Aranżował i komponował, był też administratorem studia Giełda. W 1980 wraz z Andrzejem Kosmalą, menedżerem Krzysztofa Krawczyka, założył K&K Studio (Kniat & Kosmala), zajmujące się nagrywaniem i wydawaniem kaset oraz płyt. Współpracował z takimi wykonawcami jak Urszula, Magdalena Durecka czy Krystyna Giżowska. 
Od 1985 współpracował kompozytorsko z Krzysztofem Krawczykiem. Był również szefem muzycznym i realizatorem dźwięku zespołu instrumentalno-wokalnego Krzysztof Krawczyk Family.